# Alphecca

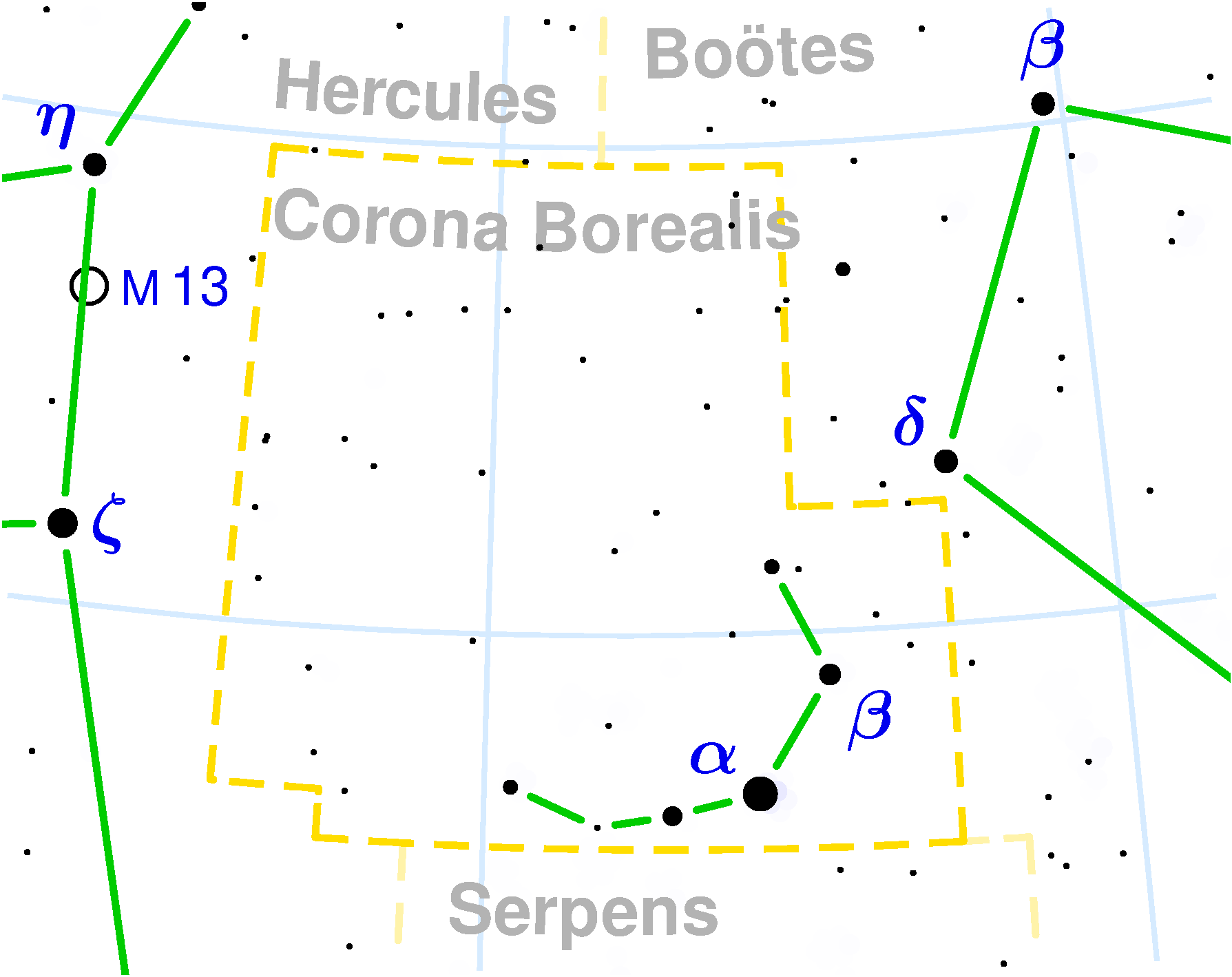
Gemma a la seva constel·lació

Alphecca (Alfa de la Corona Boreal / α Coronae Borealis) és el nom de l'estel més brillant de la constel·lació de Corona Boreal, amb magnitud aparent +2,23. També rep els noms de Gemma o Gnosi. El nom d'Alphecca prové de l'àrab an-Naïr al-fakkah, "la que brilla en el forat" (l'anell d'estels). El nom de Gemma al·ludeix a la seva posició com a joia de la corona dins de la constel·lació. Finalment, el nom de Gnosi recorda Alphecca com l'estrella d'Ariadna, el nom fent referència a l'origen d'aquesta última ("de Knossos").
Alphecca és una estrella binària, l'estrella principal és una estrella blanca de la seqüència principal de tipus espectral A0 V. Alphecca B és una nana groga de tipus espectral G5, no molt diferent del Sol. L'estrella groga  eclipsa a l'estrella principal de cada 17,36 dies, com succeeix amb Algol (β Persei), resultant una petita variació en la magnitud aparent de +2,21 a +2, 32. La separació mitjana entre ambdues és de 0,20  UA.
L'estrella blanca té un disc d'acreció al voltant, com altres estrelles blanques similars, el que planteja la possible existència d'un disc protoplanetari. Com pot afectar Alphecca B a aquest sistema és objecte d'intens debat.
També cal assenyalar que Alphecca forma part de l'anomenada corrent de l'Associació estel·lar de l'Ossa Major, conjunt d'estrelles que es pensa que tenen un origen comú, i es mouen de la mateixa manera per l'espai.